# مانويل أرانا رودريغيز
مانويل أرانا رودريغيز (بالإسبانية: Manuel Arana)‏ (مواليد 3 ديسمبر 1984 في إشبيلية - إسبانيا) لاعب كرة قدم إسباني يلعب حاليا لصالح نادي الدرجة الأولى ريسينغ سانتاندر الإسباني منذ 2009 في مركز الجناح الأيمن كما يجيد اللعب في مركز الجناح الأيسر والوسط المهاجم .

## روابط خارجية
- مانويل أرانا رودريغيز على موقع قاعدة بيانات كرة القدم.إي يو (الإنجليزية)
- مانويل أرانا رودريغيز على موقع Soccerway.com (الإنجليزية)
- مانويل أرانا رودريغيز على موقع AS.com (الإسبانية)